# Philips Angel I

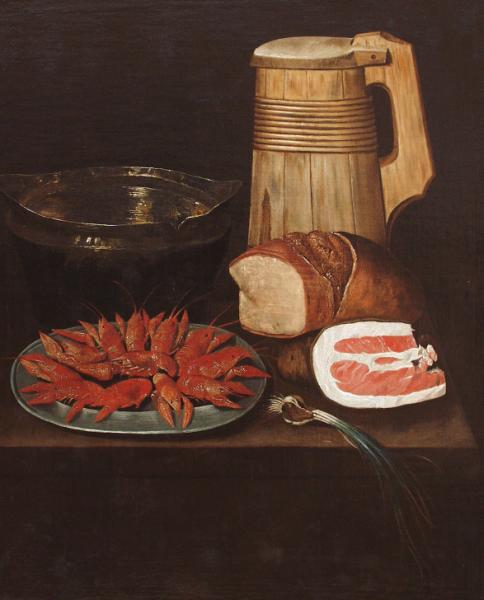
Naturaleza muerta con cangrejos de río, Museo Bredius.

Philips Ángel I (bapt. el 14 de septiembre de 1616 - (?) octubre de 1683) fue un pintor holandés de naturalezas muertas.

## Biografía

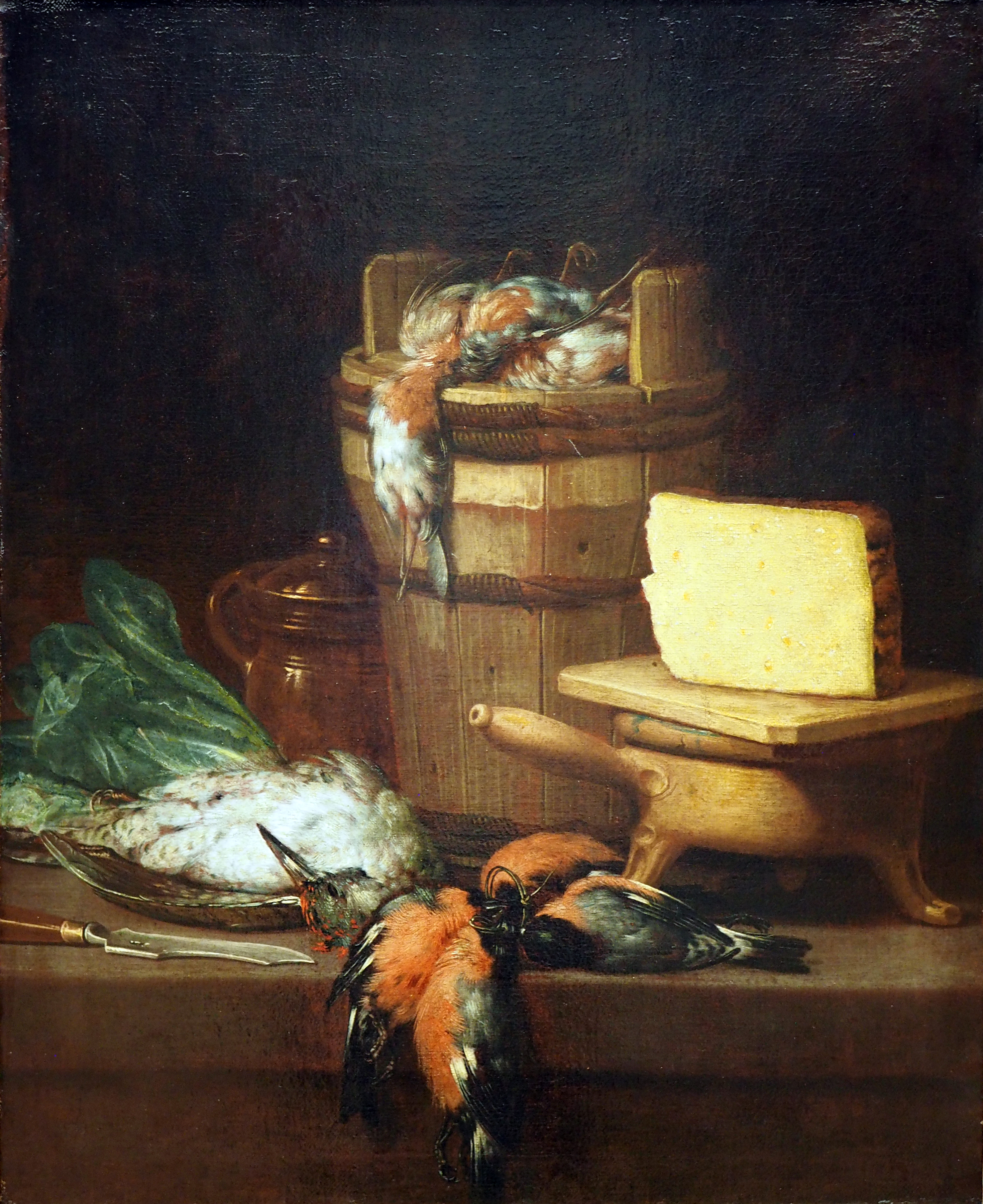
Angel Phillips Bodegón con mantequillera. Landesmuseum

Philips Angel I dejó su Middelburg natal en 1639 para establecerse como pintor de bodegones en Haarlem. Ingresó en el gremio de San Lucas de Haarlem en 1639 y todavía se lo menciona como miembro en 1643.
Regresó a Middelburg al menos en 1652 y permaneció allí hasta su muerte.
La vida y el trabajo de Philips Angel I a menudo se mezclan con los de un pariente (presumiblemente un primo), el pintor contemporáneo del mismo nombre (conocido como Philips Angel II o Philips Angel van Leiden), nacido en 1618 en Leiden. Philips Angel II estuvo activo como pintor en Leiden desde 1637 hasta 1645, luego navegó a Batavia, las Indias Orientales Neerlandesas, donde murió después del 11 de julio de 1664.

## Obra
Aproximadamente 30 pinturas se atribuyen actualmente a Philips Angel I, algunas con fechas entre 1642 y 1664 o 1668. Él era principalmente un pintor de naturalezas muertas. Debido a la confusión resultante de las firmas y las fechas que agregó a sus pinturas, es difícil determinar el desarrollo de su arte con sus subgéneros divergentes, especialmente sus bodegones sobrios con comida, platos y objetos de cocina a veces conocidos como ontbijtjes ('piezas de desayuno').
Sus obras se dividen en tres grupos principales: interiores de granero con énfasis en el elemento de la naturaleza muerta, 'ontbijtjes' y bodegones con aves muertas. La influencia de François Ryckhals se puede ver en los primeros dos grupos. Ryckhals puede haber sido el maestro de Angel en Middelburg.
Sus bodegones muestran la influencia de pintores de Haarlem como Floris van Dyck en su tendencia a construir composiciones de estudio independiente de los componentes y en la prestación de diversos detalles. La naturaleza muerta con aves muertas pertenece a sus mejores obras y son similares a las obras de los pintores Flamencos Jan Fyt Valkenburg y Alexander Adriaenssen. Estas obras demuestran su habilidad en la pintura de la piel y las plumas.

## Obras
- Un bodegón, firmado P. Ángel, 1660 — está en el Museo de Berlín.
- Bodegón con cangrejos de río, Museo Bredius
- Bodegón con aves muertas en una mesa, 1649, Antiguo Ayuntamiento de la Ciudad de Middelburg (HOLANDA)
- Bodegones en Artnet
- Wikimedia Commons has media related to Philips Angel (I).